# لورن آر. گراهام
لورن گراهام(۱۹۳۳) مورخ علم آمریکایی است که عمده آثارش درباره علم و تکنولوژی در شوروی سابق وروسیه امروزی تالیف شدهاست. او در دانشگاههای کلمبیا، ام آی تی و هاروارد به تدریس و تحقیق پرداخته است.